# Bellpuig
Bellpuig település Spanyolországban, Lleida tartományban. Bellpuig Barbens, Anglesola, Vilagrassa, Preixana, Belianes, Vilanova de Bellpuig, Castellnou de Seana és Ivars d'Urgell községekkel határos. Lakosainak száma 5276 fő (2024).

## Népesség
A település lakosságának változását az alábbi diagram mutatja:
| Lakosok száma | 486  | 1923 | 3100 | 3154 | 3725 | 4243 | 4940 | 4956 | 5133 | 5276 |
|               | 1717 | 1887 | 1936 | 1960 | 1986 | 2004 | 2009 | 2014 | 2019 | 2024 |

## Híres személyek
- Ramon Folc de Cardona (1467 körül–1522) politikus, hadvezér